# Aula de las Metáforas

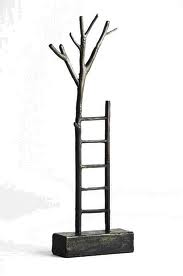
Premio Aula Metáforas

El Aula de las Metáforas es una biblioteca poética ubicada en Grado (Asturias), destinada a la promoción e incentivación de la poesía a través de la lectura y realización de otras actividades como exposiciones, talleres, recitales... Es, según palabras de su fundador, el poeta Fernando Beltrán, “un espacio para la lectura e imaginación”.
Beltrán realizó una donación inicial de 1600 libros de poesía. Actualmente su director es Leopoldo Sanchez Torre, profesor de la universidad de Oviedo y el fondo bibliográfico supera los ocho mil volúmenes y sigue en crecimiento gracias a la colaboración de diversas instituciones oficiales y asociaciones culturales, así como donaciones particulares. 
Su sede permanente se encuentra en la Casa de la Cultura de Grado, ubicada en el Palacio Miranda-Valdecarzana. 
Desde el día de la inauguración, el 29 de febrero de 2004, han pasado por el Aula poetas, músicos, diseñadores y artistas como Antonio Gamoneda, Adonis, Ángel González, Joan Margarit, Francesc Parcerisas, Roger Wolfe, Xuan Bello, Berta Piñán, Olvido García Valdés, Marifé Santiago, José Luis Piquero, Jordi Doce, Miguel Mingotes, José María Parreño, Santiago Sylvester, Manuel Estrada, Pastora Vega (homenaje a Wislawa Szymborska)  o Pablo Moro; además, yhan leído sus obras músicos como Amancio Prada, Luis Eduardo Aute y Víctor Manuel.
Una de las actividades más destacas del Aula es la convocatorias del premio Aula de las Metáforas, que se concede cada dos años a una persona, organismo, empresa, medio, entidad o institución que haya destacado por su labor de apoyo, difusión y celebración de la poesía. El premio consiste en la donación de una escultura original del artista Pep Carrió. En la primera convocatoria (2009) resultó galardonado el programa La estación azul, de Radio Nacional de España, en la segunda edición (2011) el premiado fue Joan Manuel Serrat, en reconocimiento a la publicación de su disco Hijo de la luz y de la sombra a labor de difusión de la obra del poeta Miguel Hernández. En la última edición celebrada (2013) se galardonó al Festival de Poesía Internacional de Medellín, Colombia. 
En octubre de 2008 se constituyó la Fundación Aula de las Metáforas, presidida por el poeta Fernando Beltrán que tiene como objetivo el impulso, sustento y mantenimiento del espacio, entendiendo la biblioteca como un organismo vivo, útil, utópico, esencial y en permanente pie de conciencia, convirtiéndolo en foco de agitación lírica y actividad permanente en torno a la poesía.